# Rancennes
Rancennes est une commune française, située dans le département des Ardennes en région Grand Est.

## Géographie

### Altitude
- Altitude à la porte de Rancennes 106 m ;
- Altitude au niveau de la mairie 162 m ;
- Altitude au niveau du cimetière 207 m.

### Hydrographie
La commune est dans le bassin versant de la Meuse au sein du bassin Rhin-Meuse. Elle est drainée par la Meuse et le ruisseau de Rancennes,.
La Meuse, d'une longueur de 486 km, est un fleuve européen qui prend sa source en France, dans la commune du Châtelet-sur-Meuse, à 409 mètres d'altitude, et se jette dans la mer du Nord après un cours long d'approximativement 950 kilomètres traversant la France, la Belgique et les Pays-Bas. Elle longe la commune sur son flanc ouest, s'écoulant du sud au nord sur une longueur d'environ 0,9 km.

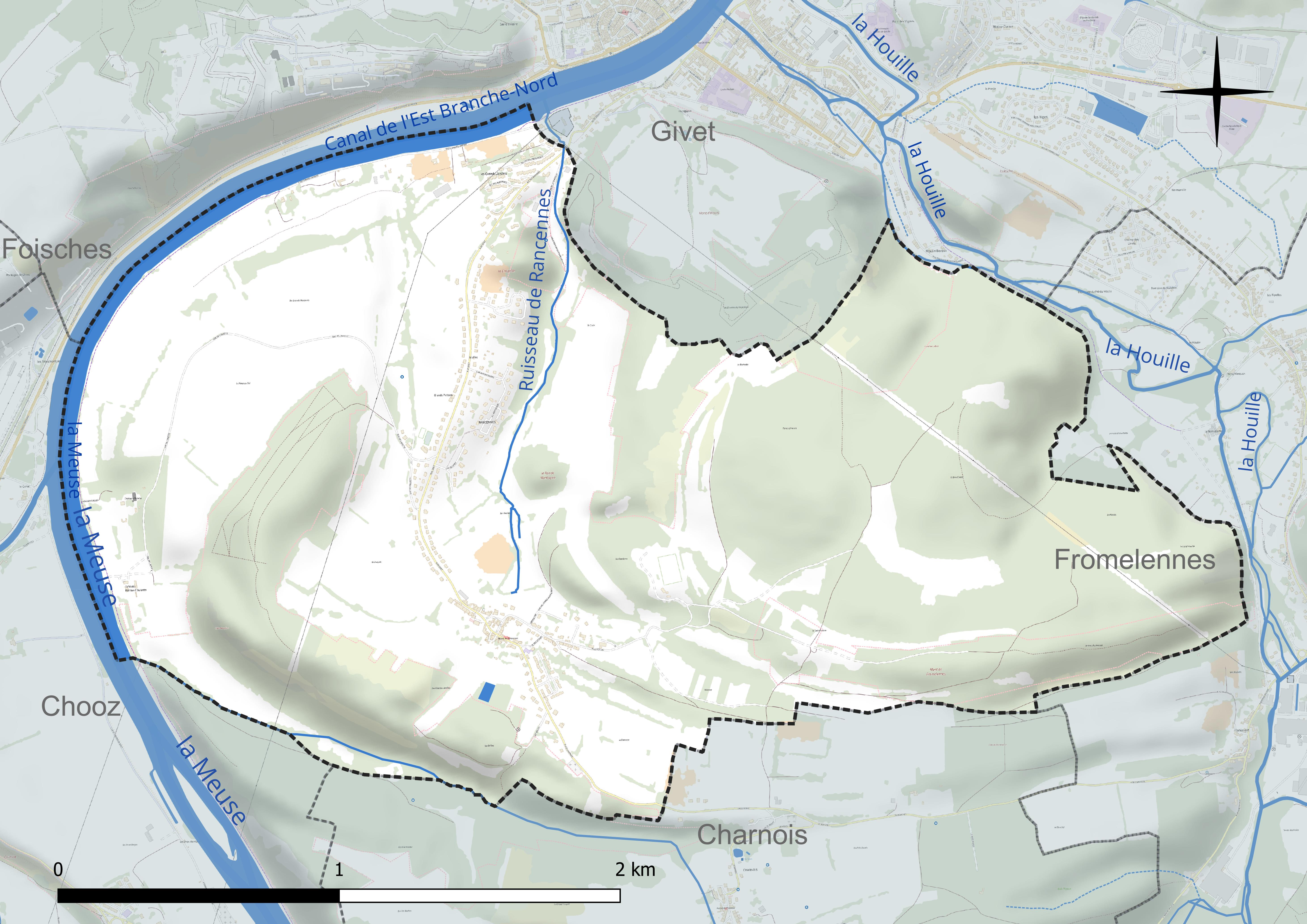
Réseau hydrographique de Rancennes.

### Climat
Pour des articles plus généraux, voir Climat du Grand Est et Climat des Ardennes.
En 2010, le climat de la commune est de type climat de montagne, selon une étude du Centre national de la recherche scientifique s'appuyant sur une série de données couvrant la période 1971-2000. En 2020, Météo-France publie une typologie des climats de la France métropolitaine dans laquelle la commune est exposée à un climat océanique altéré et est dans la région climatique Lorraine, plateau de Langres, Morvan, caractérisée par un hiver rude (1,5 °C), des vents modérés et des brouillards fréquents en automne et hiver.
Pour la période 1971-2000, la température annuelle moyenne est de 10,1 °C, avec une amplitude thermique annuelle de 15,7 °C. Le cumul annuel moyen de précipitations est de 982 mm, avec 14,2 jours de précipitations en janvier et 9,8 jours en juillet. Pour la période 1991-2020, la température moyenne annuelle observée sur la station météorologique de Météo-France la plus proche, « Rocroi », sur la commune de Rocroi à 30 km à vol d'oiseau, est de 9,5 °C et le cumul annuel moyen de précipitations est de 1 210,4 mm. 
La température maximale relevée sur cette station est de 37,6 °C, atteinte le 25 juillet 2019 ; la température minimale est de −14,7 °C, atteinte le 4 février 2012,,.
Les paramètres climatiques de la commune ont été estimés pour le milieu du siècle (2041-2070) selon différents scénarios d'émission de gaz à effet de serre à partir des nouvelles projections climatiques de référence DRIAS-2020. Ils sont consultables sur un site dédié publié par Météo-France en novembre 2022.

## Urbanisme

### Typologie
Au 1er janvier 2024, Rancennes est catégorisée petite ville, selon la nouvelle grille communale de densité à 7 niveaux définie par l'Insee en 2022.
Elle appartient à l'unité urbaine de Givet, une agglomération intra-départementale dont elle est une commune de la banlieue,. Par ailleurs la commune fait partie de l'aire d'attraction de Givet, dont elle est une commune du pôle principal,. Cette aire, qui regroupe 11 communes, est catégorisée dans les aires de moins de 50 000 habitants,.

### Occupation des sols
L'occupation des sols de la commune, telle qu'elle ressort de la base de données européenne d’occupation biophysique des sols Corine Land Cover (CLC), est marquée par l'importance des forêts et milieux semi-naturels (50,2 % en 2018), une proportion identique à celle de 1990 (50,2 %). La répartition détaillée en 2018 est la suivante : 
forêts (31,7 %), milieux à végétation arbustive et/ou herbacée (18,4 %), prairies (17,2 %), terres arables (10,9 %), zones agricoles hétérogènes (9,6 %), zones urbanisées (8,3 %), eaux continentales (3,8 %). L'évolution de l’occupation des sols de la commune et de ses infrastructures peut être observée sur les différentes représentations cartographiques du territoire : la carte de Cassini (XVIIIe siècle), la carte d'état-major (1820-1866) et les cartes ou photos aériennes de l'IGN pour la période actuelle (1950 à aujourd'hui).

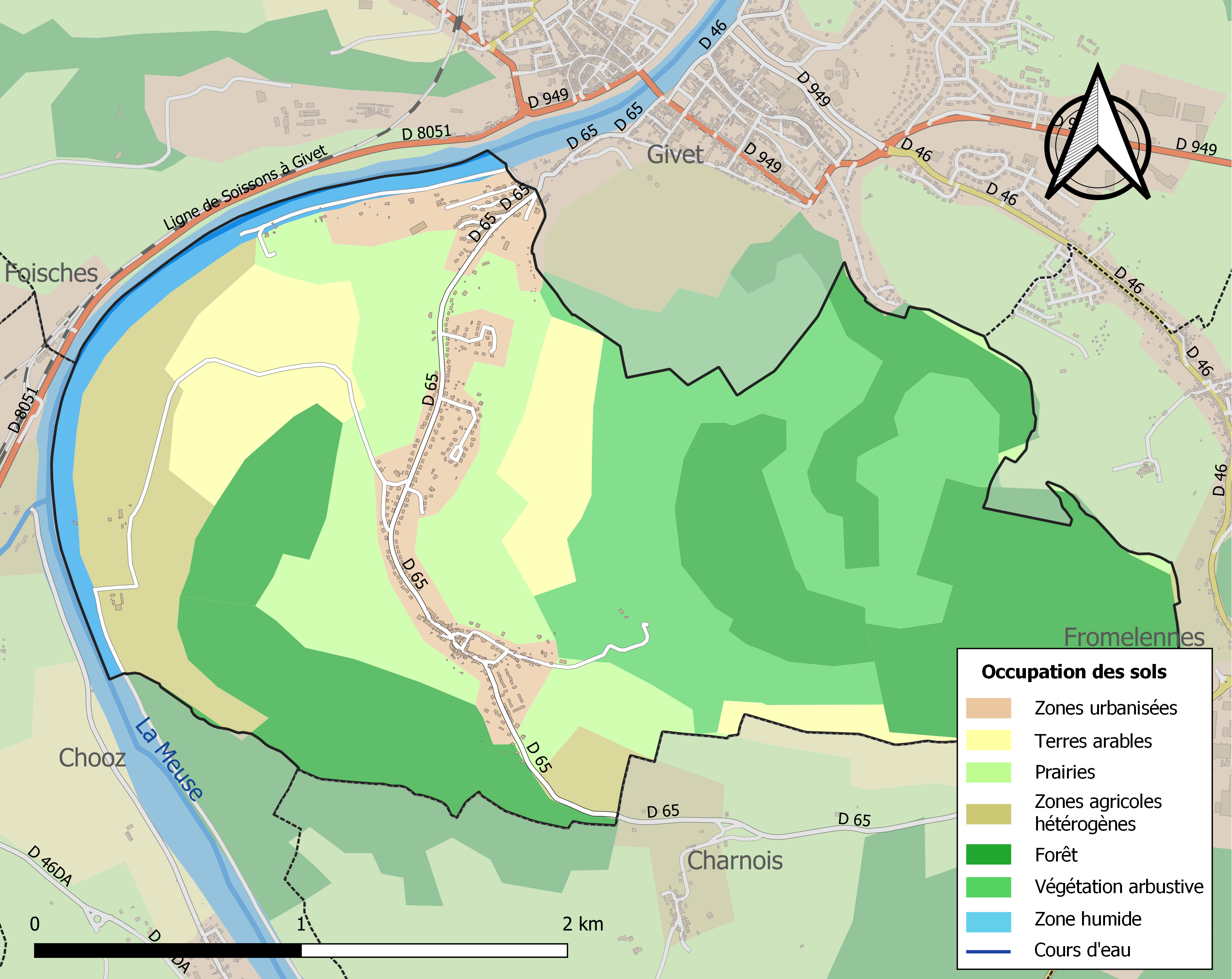
Carte des infrastructures et de l'occupation des sols de la commune en 2018 (CLC).

## Histoire
Autrefois[Quand ?] Rancennes n'était qu'un tout petit village d'à peine une vingtaine de personnes. Il y avait une école, un couvent, beaucoup de champs, une ferme, une chapelle et quelques habitations.
Le village s'étendait de l'actuel « gîte Declef » jusqu'à l'école municipale qui était toute petite et ne comportait qu'une seule classe. Elle est utilisée depuis 2009 comme bibliothèque de l'école.
Le couvent (où habitaient les sœurs) est maintenant[Quand ?] devenu «  gîte Declef ». La chapelle est encore présente.
Les champs alentour ont été bâtis donnant lieu au «  nouveau Rancennes » qui longe toute la route depuis Givet.

## Politique et administration
| Période                                  | Période      | Identité        | Étiquette | Qualité  |
| ---------------------------------------- | ------------ | --------------- | --------- | -------- |
| avant 1876                               | après 1877   | François        |           |          |
| 1945                                     | ?            | Paul Higuet     |           |          |
| 1953                                     | 1965         | René Higuet     |           |          |
| 1971                                     | 1974         | Gaston Puiseux  |           |          |
| 1974                                     | 1977         | Jacques Weppe   |           |          |
| avant 1988                               | ?            | Daniel Renault  |           |          |
| 1995                                     | juillet 2012 | Marcel Vigneron |           |          |
| juillet 2012                             | juin 2020    | Joël Higuet     |           |          |
| juin 2020                                | En cours     | Joël Boucher    |           | Retraité |
| Les données manquantes sont à compléter. |              |                 |           |          |

Rancennes  a adhéré à la charte du parc naturel régional des Ardennes, à sa création en décembre 2011.
En 2017, la commune de Rancennes a voté majoritairement pour Jean-Luc Mélenchon a 25,51% des suffrages exprimés (100 voix), devant Marine Le Pen avec 24,49% des suffrages exprimés (96 voix) et Emmanuel Macron avec 19,39% des suffrages exprimés (76 voix).

## Démographie
L'évolution du nombre d'habitants est connue à travers les recensements de la population effectués dans la commune depuis 1793. Pour les communes de moins de 10 000 habitants, une enquête de recensement portant sur toute la population est réalisée tous les cinq ans, les populations de référence des années intermédiaires étant quant à elles estimées par interpolation ou extrapolation. Pour la commune, le premier recensement exhaustif entrant dans le cadre du nouveau dispositif a été réalisé en 2006.

En 2022, la commune comptait 707 habitants, en évolution de −1,12 % par rapport à 2016 (Ardennes : −2,97 %, France hors Mayotte : +2,11 %).
| 1793 | 1800 | 1806 | 1821 | 1831 | 1836 | 1841 | 1846 | 1851 |
| ---- | ---- | ---- | ---- | ---- | ---- | ---- | ---- | ---- |
| 118  | 143  | 174  | 169  | 190  | 213  | 209  | 228  | 227  |

| 1866 | 1872 | 1876 | 1881 | 1886 | 1891 | 1896 | 1901 | 1906 |
| ---- | ---- | ---- | ---- | ---- | ---- | ---- | ---- | ---- |
| 251  | 233  | 229  | 233  | 252  | 242  | 236  | 223  | 212  |

| 1911 | 1921 | 1926 | 1931 | 1936 | 1946 | 1954 | 1962 | 1968 |
| ---- | ---- | ---- | ---- | ---- | ---- | ---- | ---- | ---- |
| 216  | 209  | 225  | 224  | 204  | 182  | 226  | 256  | 437  |

| 1975 | 1982 | 1990  | 1999 | 2006 | 2011 | 2016 | 2021 | 2022 |
| ---- | ---- | ----- | ---- | ---- | ---- | ---- | ---- | ---- |
| 445  | 609  | 1 001 | 828  | 725  | 726  | 715  | 714  | 707  |

## Culture locale et patrimoine

### Lieux et monuments
- Église Saint-Léger de Rancennes.

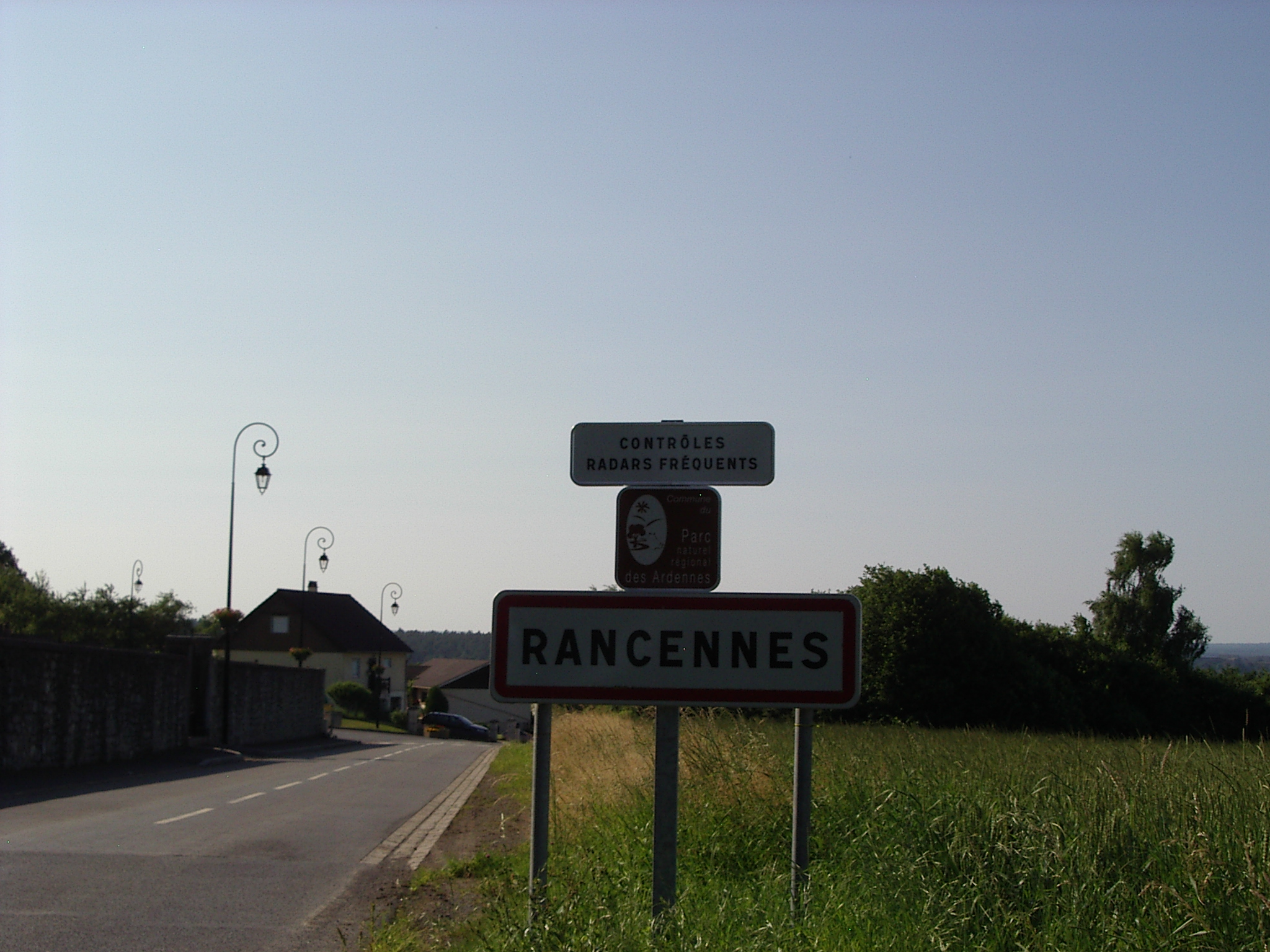
Borne de commune.
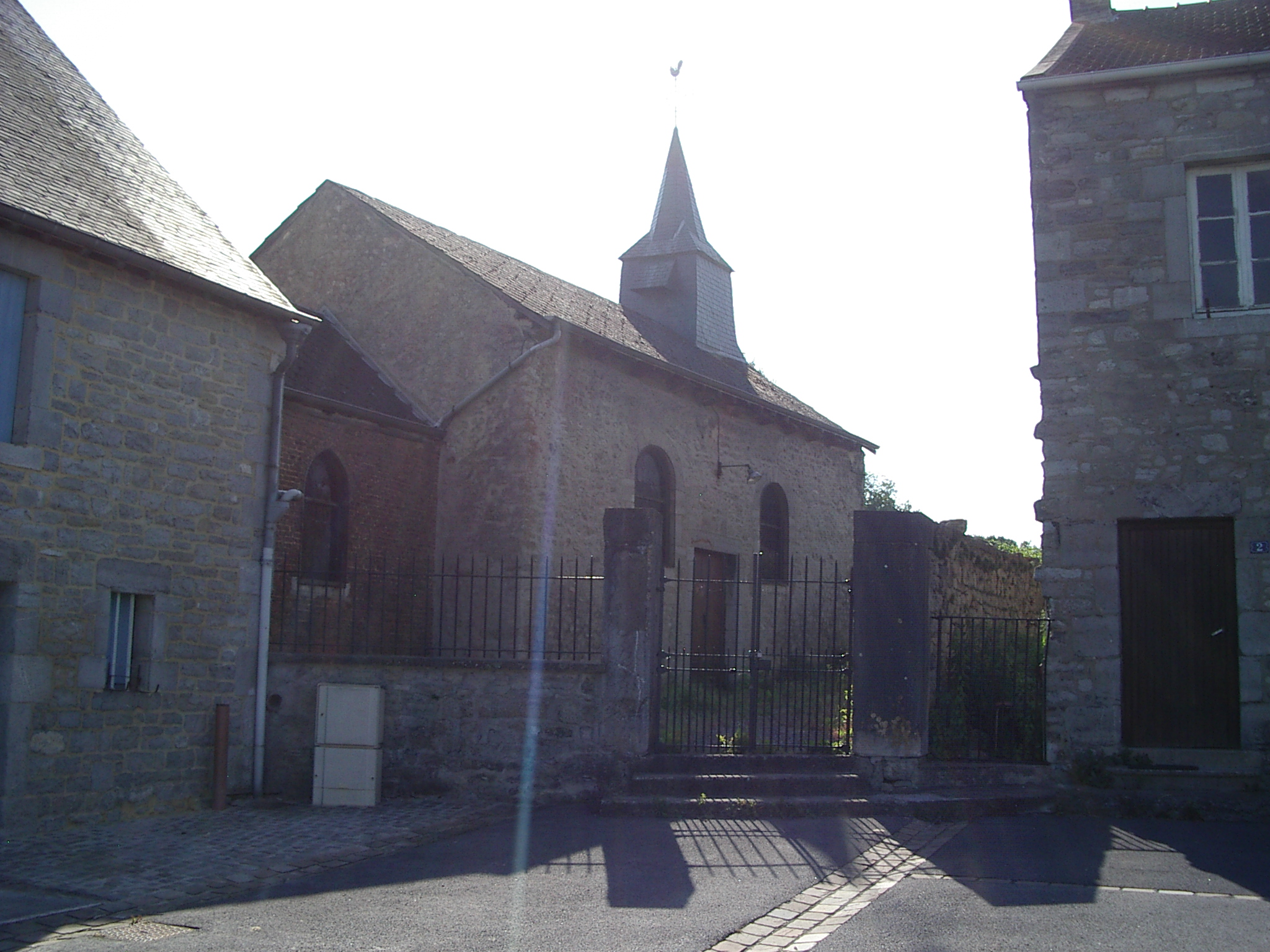
Église.
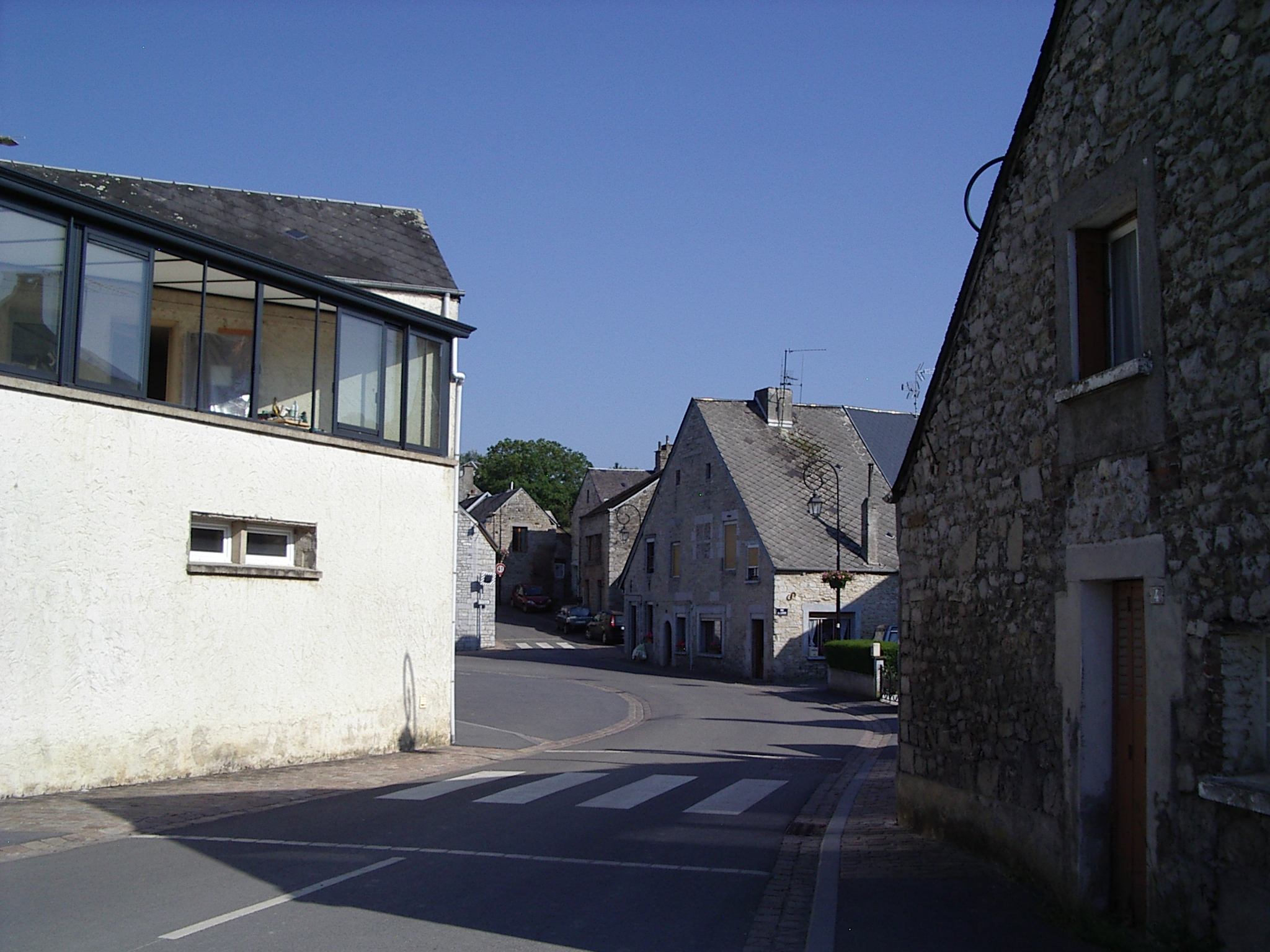
Place de l'Église.

### Langue locale
Rancennes fait partie du domaine wallon de France. Le lexicographe Jules Waslet (wa), qui a consacré un ouvrage au dialecte givetois, considère que le wallon de Rancennes est un sous-dialecte d'ayi (appelé ainsi d'après la manière d’exprimer l’adverbe d’affirmation oui). Ce sous-dialecte présente certaines analogies avec le wallon namurois. Il se rencontre aussi dans les localités proches de Chooz, Fromelennes, Givet (qui a donné son nom à ce parler), Charnois et Landrichamps.

### Personnalités liées à la commune
- Jean-Paul Surin - artiste peintre.

### Héraldique
| Armes de Rancennes | Les armes de Rancennes se blasonnent ainsi : D'azur aux trois rochers d'or accolés rangés en fasce mouvant d'une mer d'argent, surmontés d'une étoile aussi d'or. |